# Russy-Bémont
Russy-Bémont är en kommun i departementet Oise i regionen Hauts-de-France i norra Frankrike. Kommunen ligger i kantonen Crépy-en-Valois som tillhör arrondissementet Senlis. År 2022 hade Russy-Bémont 237 invånare.

## Befolkningsutveckling
Antalet invånare i kommunen Russy-Bémont
| Referens: INSEE |